# 周兰荪
周兰荪（1939年1月23日—2000年10月23日），中国男子乒乓球运动员和教练。他曾获得1961年世界乒乓球锦标赛男子双打铜牌，1965年世界乒乓球锦标赛男子团体金牌、男子单打铜牌、男子双打铜牌。